# چیرکاتا
چیرکاتا (به لاتین: Chirkata) یک منطقهٔ مسکونی در روسیه است که در داغستان واقع شده‌است.